# Охоциці
Охоциці (пол. Ochocice) — село в Польщі, у гміні Каменськ Радомщанського повіту Лодзинського воєводства.
Населення — 368 осіб (2011).
У 1975-1998 роках село належало до Пйотрковського воєводства.

## Демографія
Демографічна структура станом на 31 березня 2011 року:
|          | Загалом | Допрацездатний вік | Працездатний вік | Постпрацездатний вік |
| -------- | ------- | ------------------ | ---------------- | -------------------- |
| Чоловіки | 183     | 37                 | 124              | 22                   |
| Жінки    | 185     | 37                 | 100              | 48                   |
| Разом    | 368     | 74                 | 224              | 70                   |